# Osmanischer Islam
Der Begriff Osmanischer Islam wurde in der Osmanistik geprägt, um eine im Osmanischen Reich entwickelte besondere islamische Rechtsschule zu beschreiben. Ein Zweig des sunnitischen Islams der hanafitischen Rechtsschule entwickelte sich ab dem frühen 16. Jahrhundert unter der Herrschaft der osmanischen Sultane zur Staatsreligion des Osmanischen Reiches. Zeitgenössische Autoren bezeichnen die osmanischen Rechtsgelehrten als „Rūmi ḫānāfi (Hanafiten von Rūm [= des Osmanischen Reichs]), ʿulamā'-ı rūm (Gelehrtenschaft von Rūm) oder ʿulamā' al-dawla al-ʿUthmaniyyā (Gelehrtenschaft des Osmanischen Staats)“.

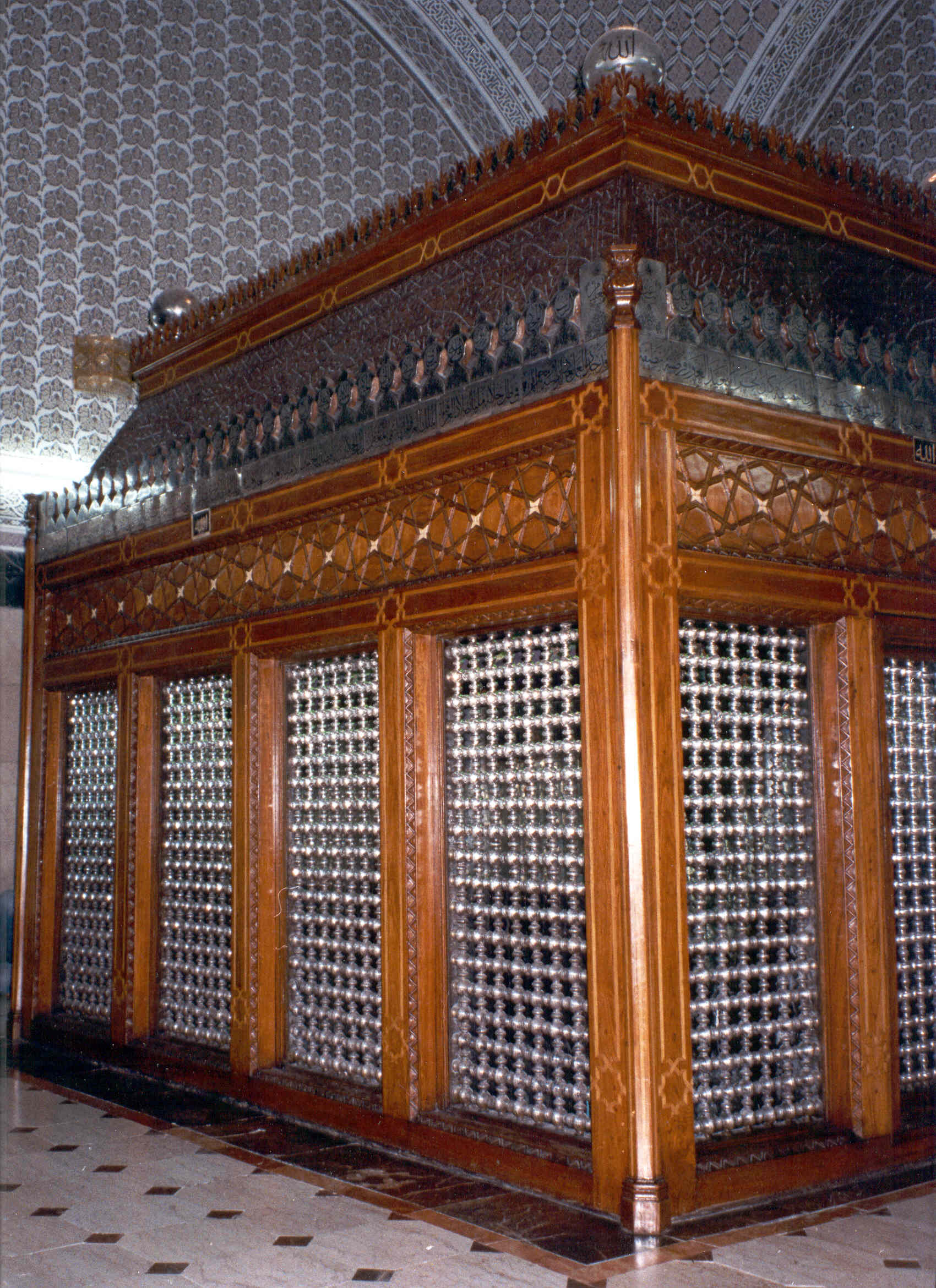
Grabschrein Abu Hanifas in Bagdad

## Osmanische Muftis und der Şeyhülislam
Mehmed II. hatte nach der Eroberung Konstantinopels islamische Hochschulen gegründet, die sahn-ı şeman oder „acht Hochschulen“, in denen Rechtsgelehrte ausgebildet wurden. Seit der Eroberung des ägyptischen Mamlukensultanats 1517 ist dokumentiert, wie der osmanische Staat dazu überging, der traditionellen islamischen Gelehrtenschaft eine eigene Hierarchie von „Reichsgelehrten“ voranzustellen. Die Muftis erhielten die Erlaubnis zur selbständigen Normenfindung und zum Erstellen von Rechtsgutachten (Fetva) nicht mehr, wie bisher üblich, von ihrem jeweiligen Lehrer, sondern wurden vom Staat eingesetzt und besoldet. Die Berechtigung, fetvas auszusprechen, setzt die Ernennung durch den Sultan voraus; im 17. Jahrhundert benutzte der Chronist al-Hamawi den Ausdruck „sultanische Muftischaft“ (al-ifta' al-sultani) um die offiziell ernannte Leiterschaft zu kennzeichnen. Oberster islamischer Rechtsgelehrter und Haupt der Gelehrtenschaft wurde der Şeyhülislam in Istanbul. Über diese vom Staat besoldeten Religionsbeamten konnte der Sultan größeren Einfluss auf die ʿUlamā' ausüben, obwohl er selbst nach islamischem Rechtsverständnis der Scharia unterworfen blieb. Im Falle unwillkommener Entscheidungen konnte der Sultan die Beamten einfach durch andere ersetzen. Selbst der Şeyhülislam war vom Sultan abhängig; sein Amt wird, wie das der Muftis, als „Dienst“ (türkisch hizmet) oder „Rang“ (türkisch rütbe oder paye) bezeichnet, zu dem der Kandidat ernannt oder erhoben wird. Gelegentlich nutzten die Sultane ihre Macht aus: 1633 ließ Sultan Murad IV. den Şeyhülislam Ahīzāde Ḥüseyin Efendi hinrichten, 1656 wurde Şeyhülislam Ḥocazāde Mesʿud Efendi von Sultan Mehmed IV. zum Tod verurteilt.

## Verlust der religiösen Legitimität

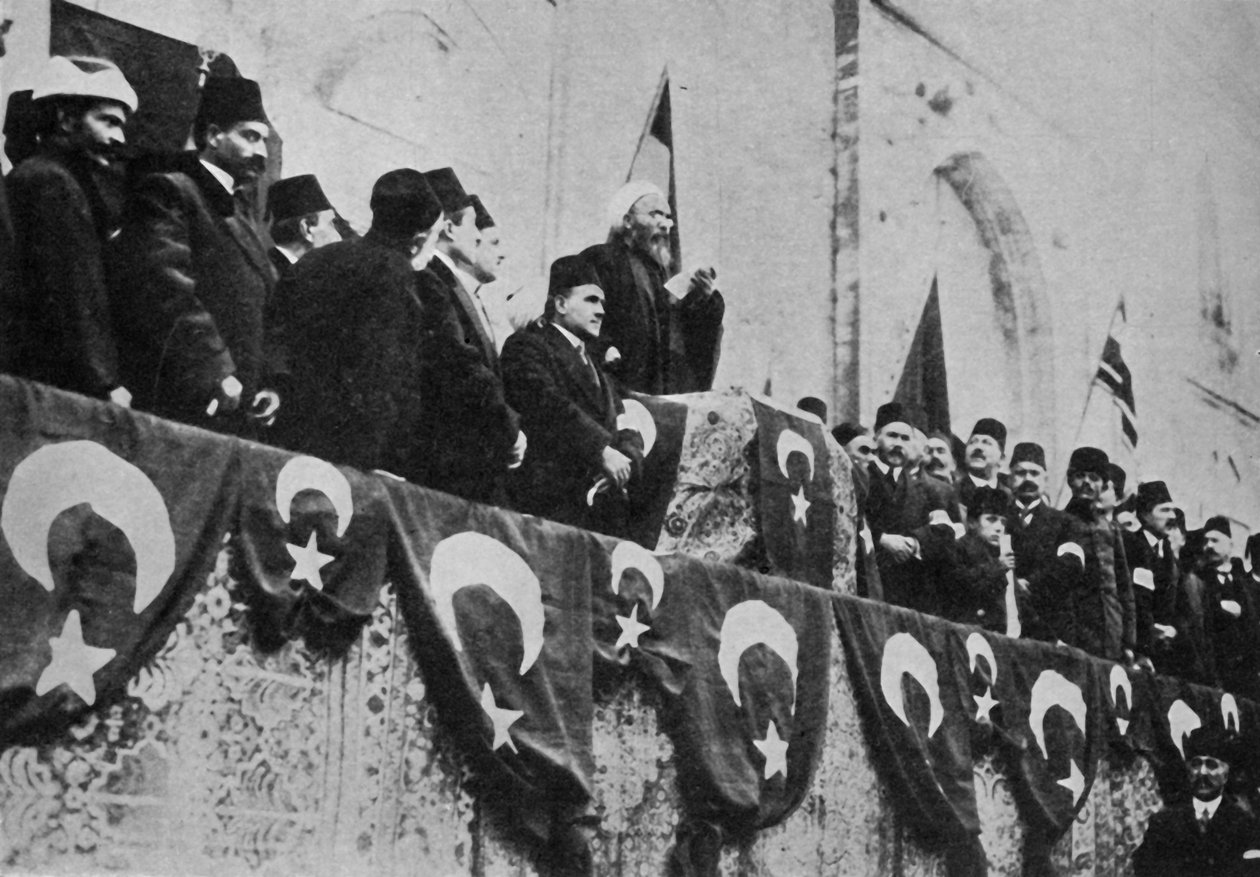
Aufruf zum Dschihad durch Şeyhülislam Ürgüplü Mustafa Hayri anlässlich der Kriegserklärung 1914